# Blinkande lyktor
Blinkande lyktor (danska: Blinkende lygter) är en dansk dramakomedifilm från 2000 i regi och med manus av Anders Thomas Jensen.

## Handling
Filmen handlar om fyra småkriminella män, alla fyra med en tragisk barndom bakom sig. De får i uppdrag av sin chef Færingen att bryta sig in i ett hus för att hämta en väska åt honom, en väska som visar sig innehålla 4 miljoner kronor. De fyras ledare Torkild ser äntligen en väg ur sin kriminella bana, och möjligheten för ett bättre liv. Han tar beslutet att fly till Barcelona med pengarna och sina tre kamrater. Men redan i Jylland går deras bil sönder och de söker tillflykt i ett övergivet hus. På grund av en skottskada Peter pådrog sig vid inbrottet blir de fyra tvungna att vänta med att resa vidare tills han tillfrisknar. För att inte skapa för mycket uppmärksamhet från lokalbefolkningen låtsas de renovera huset för att öppna en restaurang. Med hjälp från de två birollsinnehavarna Alfred Jæger (Ole Thestrup) och Carl (Frits Helmuth) utvecklas de fyra under filmens gång och löser efterhand sina psykiska problem, och beslutar sig för att stanna i Jylland och faktiskt öppna en restaurant.

## Om filmen
Filmens titel är tagen från en dikt med samma namn, av den danska författarinnan Tove Ditlevsen. Blinkande Lyktor blir även namnet på den restaurang som de fyra huvudpersoner öppnar i filmen.
Blinkande Lyktor var år 2000 den 6:e mest sedda filmen på bio i Danmark, och nummer två av de danska filmerna efter ”Hjælp! Jeg er en fisk”. Blinkande Lyktor sågs av 293 765 människor på bio och intjänade 16 668 515 kronor. 
Blinkande lyktor var nominerad till tre Bodilpriser, Bästa manliga huvudroll (Søren Pilmark), Bästa danska film och Bästa manliga biroll (Ole Thestrup).
Filmen vann två Robertpriser både för Best Cinematography och Audience Award.

## Rollista i urval
- Søren Pilmark - Torkild
- Ulrich Thomsen - Peter
- Mads Mikkelsen - Arne
- Nikolaj Lie Kaas - Stefan
- Sofie Gråbøl - Hanne
- Iben Hjejle - Therese
- Ole Thestrup - Alfred Jæger
- Frits Helmuth - Carl
- Peter Andersson - Färingen

## Genre
Michael Søby skriver i sin bok Danske Film og Filmfolk: ”At filmen også satte nye grænser for voldsdyrkelsen i en bred dansk underholdningsfilm, gjorde ikke Blinkende lygter til et bedre projekt.” Blinkande lyktor blir en del av den nya danska genren som började med I Kina käkar dom hundar, även denna med manus av Anders Thomas Jensen. En genre som kan ses som ett slags action-komedi, där man på ett mer än tidigare absurt sätt började blanda grovt våld med snabba lustigheter. Något som på inget sätt skapar ett realistiskt handlingsförlöp, men gör det väldigt underhållande att titta på. Något annat som placerar Blinkande lyktor i actiongenren är en av de sista scenerna, där de fyra huvudpersonerna blir räddade från en situation publiken ska uppfatta som en säker död, en så kallad last minute rescue. Anders Thomas Jensen arbetade efter Blinkande lyktor vidare på genren med filmerna De gröna slaktarna och Adams äpplen, tack vare Anders Thomas Jensen blev och är fortfarande denna genre väldigt populär och drar stora mängder biobesökare. Hans Jensen förklarar genren i sin bok Dansk Film 1995-2005 med följande ord: ”Filminstruktøren Tarantinos fingeraftryk på disse danske film er deres leg med gangster – og actiongenren, som de gør ved at beskrive nogle skæve eksistenser og afvigere gennem velkendte genretræk og ved at overdrive personernes manglende intellekt og deres hang til kraftige våben. Filmene anvender en ironisk stil, der udelukkende skal underholde og give anledning til at især et yngre publikum sammen kan efterligne filmens replikker.”          

## Stil
Det intressanta med hur Blinkande Lyktor utformar sig är de fyra huvudpersonernas tillbakablick på sin barndom, som filmas i ett drömliknande ljus. Här ser vi ett slags förklaring på varför deras liv ser ut som det nu gör, och när de vaknar upp från sina tankar är de förändrade, och de har som genom ett under blivit mottagbara att acceptera ett helt annat sätt att leva än vad de är vana vid. Något annat som är intressant att lägga märke till, och som öppnar för större tolkningsfrågor är det orimliga antalet av runda fönster i drömsekvenserna.
Förutom en tragisk barndom är det nämligen just de runda fönstren som går igen i alla fyra tillbakablickar, vilket kan tolkas som ett hål i deras liv att något saknas som de hittar i varandras sällskap eftersom när de alla möter varandra på Klampenborg station är det med fyrkantiga fönster i bakgrunden.